# 塞爾維亞地理

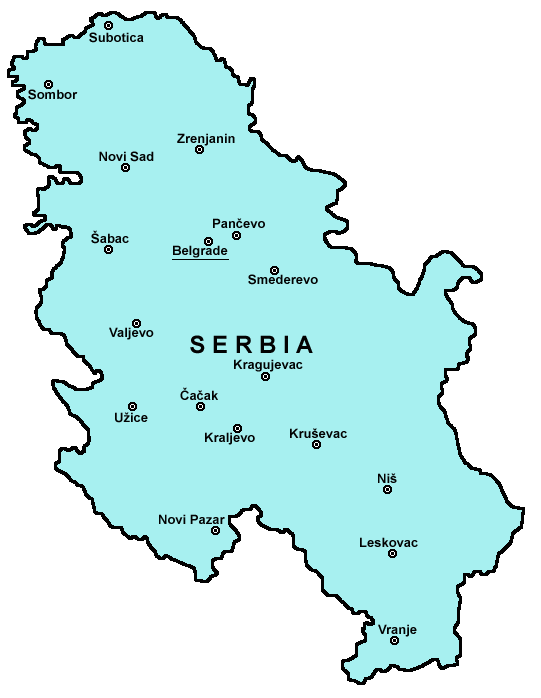
聯合國的塞爾維亞地圖

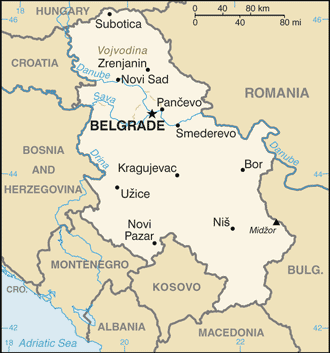
2006年CIA世界概況中的地圖

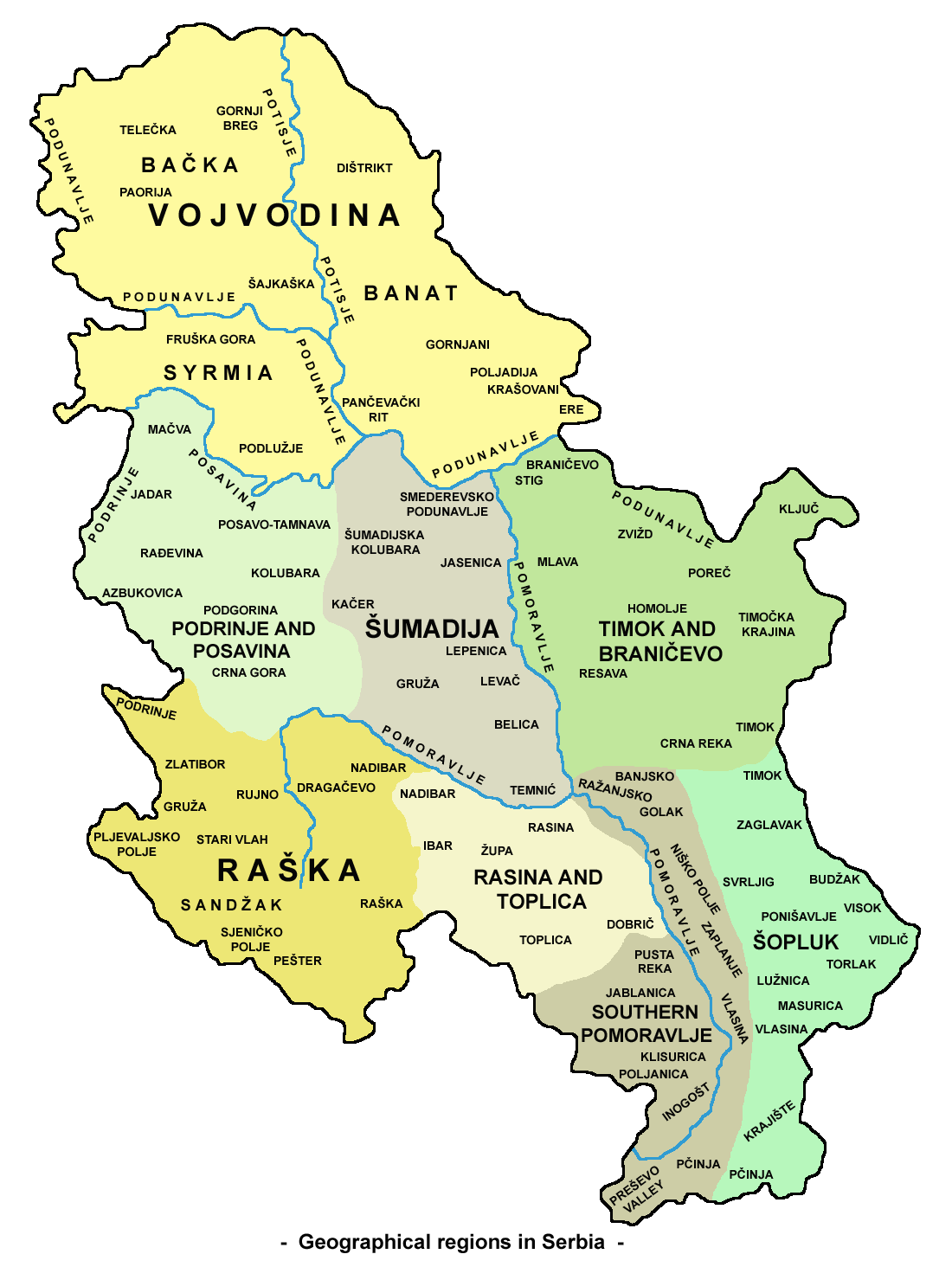

塞爾維亞是位於巴爾幹半島的內陸國。和波斯尼亞和黑塞哥維那、保加利亞、克羅地亞、匈牙利、馬其頓共和國、黑山和羅馬尼亞接壤。塞爾維亞境內的科索沃在2008年宣佈獨立，但並未得到廣泛的承認。塞爾維亞雖然是內陸國，仍可通過黑山至亞得里亞海，及通過多瑙河至歐洲內地和黑海。塞爾維亞的國土面積是88,361平方公里。塞爾維亞北部地區地形平坦，而南部則地勢較高。塞爾維亞大多數地區氣候溫和。 

## 外部連結
- Atlas of Serbia (Wikimedia Commons) （页面存档备份，存于）
- geoSerbia, geographic portal of Serbia
- Institute for the development of water resources "Jaroslav Černi" - Republic of Serbia Water Resources Development Master Plan
- Danube Facts and Figures: Serbia （页面存档备份，存于）